# Gogol (jezioro)

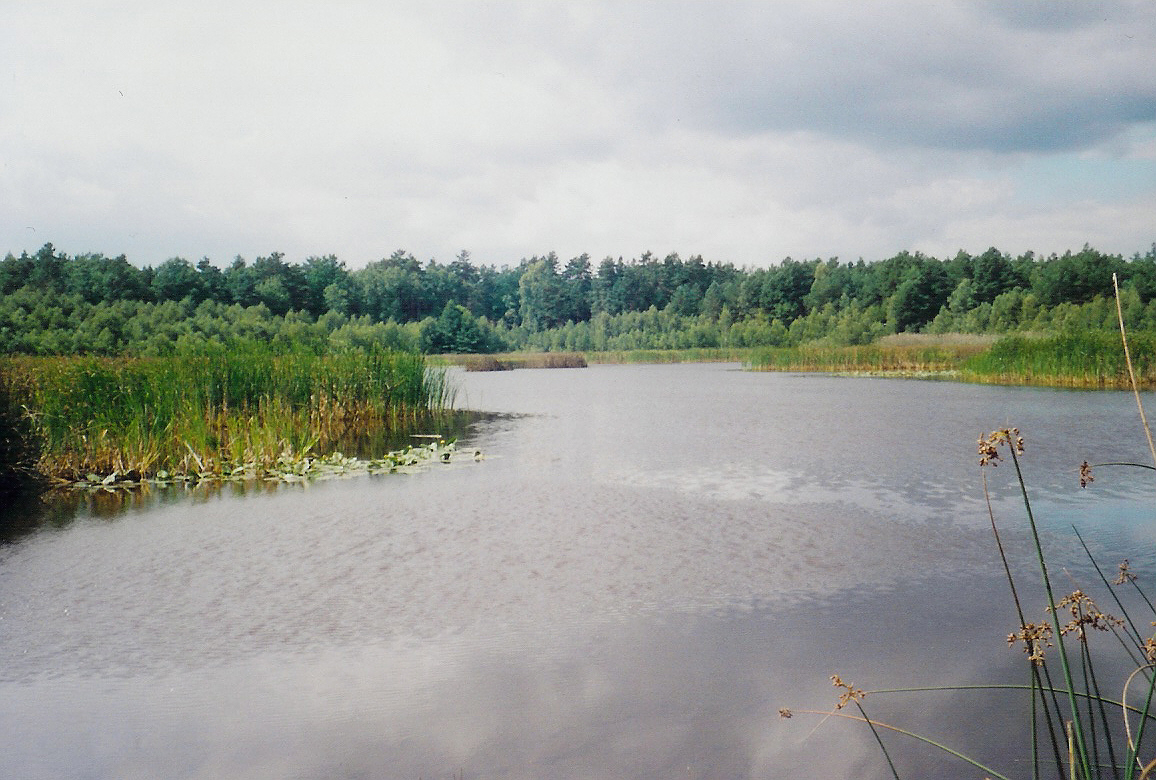
Jezioro Gogol. Po prawej widoczne oczerety, a przy drugim brzegu - grążele

Gogol – zbiornik polodowcowy w Lasach Kruszewskich na Mazowszu, w gminie Goworowo pow. ostrołęckiego, w pobliżu wsi Jawory-Wielkopole. Po wykopaniu odpływu zachował się niewielki fragment lustra wody. Na brzegach (dawne dno) rośnie licznie m.in. rosiczka.